# 小金樱
小金樱（学名：Rosa taiwanensis）为蔷薇科蔷薇属下的一个种。

## 扩展阅读
- 維基物種上的相關：小金樱